# توماس بايز
توماس جوشوا بايز (بالإنجليزية: Thomas Bayes)‏ (1701م – 7 أبريل 1761م) كان عالما رياضياتياً وإحصائياً إنجليزياً، وفيلسوفاً، ووزيراً بريسبيتارياً (دينياً)، ويعرف بأنه منشأ نظرية الاحتمالات الإحصائية، التي تعتبر أساس معظم بحوث السوق وتقنيات استطلاع الرأي وهي المبرهنة الإحصائية التي تحمل اسمه: مبرهنة بايز. ولم ينشر بايز مبرهنته التي هي تعتبر من أشهر إنجازاته؛ وإنما عدلت ونشرت بعد وفاته من قِبَل الواعظ والرياضياتي الويلزي ريتشارد برينس.

## حياته
توماس بايز كان ابن الوزير البريسبيتاري اللندني جوشوا بايز، ومن المحتمل أنه قد وُلد في هيرتفوردشاير.

## مبرهنة بايز
هي إحدى نتائج نظرية الاحتمالات الهامة التي تعطي التوزيع الاحتمالي الشرطي للمتغير العشوائي A مع العلم بالمتغير العشوائي B، وذلك بدلالة التوزيع الاحتمالي الشرطي للمتغير العشوائي B مع العلم ب A والتوزع الاحتمالي للمتغيرين A وB.